# Witulin (gmina)
Witulin – dawna gmina wiejska istniejąca w latach 1809–1954 na Lubelszczyźnie. Siedzibą gminy był Witulin (w latach 1933–52 Leśna Podlaska, 1952–54 Biała Podlaska).
Gmina Witulin powstała w 1809 roku w Księstwie Warszawskim. Po podziale Królestwa Polskiego na powiaty i gminy z początkiem 1867 roku gmina Witulin weszła w skład w powiatu konstantynowskiego w guberni siedleckiej (w latach 1912–1915 jako część guberni chełmskiej). Gmina składała się z 10 wsi: Bordziłówka, Bukowiec, Bukowice, Droblin, Hrud, Mariampol, Klukowszczyzna, Nosów, Osówka i Witulin.
W okresie międzywojennym gmina weszła w skład woj. lubelskiego a po likwidacji powiatu konstantynowskiego z dniem 1 kwietnia 1932 roku została włączona do powiatu bialskiego. W 1933 roku siedzibę gminy przeniesiono z Witulina do Leśnej. Podczas okupacji gmina należała do dystryktu lubelskiego (w Generalnym Gubernatorstwie). W 1952 roku siedzibę gminy przeniesiono z Leśnej Podlaskiej do Białej Podlaskiej. Według stanu z dnia 1 lipca 1952 roku gmina Witulin składała się z 14 gromad.
Jednostka została zniesiona 29 września 1954 roku wraz z reformą wprowadzającą gromady w miejsce gmin. Z obszaru gminy utworzono Gromadzkie Rady Narodowe w Ciciborze Dużym, Leśnej Podlaskiej, Wilczynie, Witulinie i Wólce Nosowskiej. Po reaktywowaniu gmin z dniem 1 stycznia 1973 roku gminy Witulin nie przywrócono.